# Florian Thalhofer
Florian Thalhofer (* 1972 in Burglengenfeld) ist ein deutscher Dokumentarfilmer und Medienkünstler.

## Leben
Thalhofer wuchs im bayerischen Schwandorf auf. Nach mehreren Schulwechseln machte er 1993 am Max-Reger-Gymnasium in Amberg das Abitur. Nach dem Zivildienst in einer Drogentherapieeinrichtung in Berlin studierte er Visuelle Kommunikation und Experimentelle Mediengestaltung an der Universität der Künste (UdK) in Berlin (Diplom 2000, Meisterschüler 2003).
Seit 1997 beschäftigt er sich schwerpunktmäßig mit dem Thema computerbasiertes Geschichtenerzählen.
Thalhofers Diplomarbeit ist der nichtlineare Dokumentarfilm „Korsakow Syndrom“ (2000). Um diesen Film zu machen, programmierte Thalhofer eine eigene Authoring-Umgebung, das spätere Korsakow-System, ein Programm zur Erstellung nichtlinearer und regelbasierter Filme.
Thalhofer unterrichtete von 2001 bis 2005 zusammen mit Willem Velthoven und Heinz Emigholz in der Klasse Interaktive Narration an der UdK. 2003 legte Thalhofer die Meisterschülerprüfung bei Joachim Sauter ab. Thalhofers Korsakow-System wird von Medienkünstlern in der ganzen Welt genutzt. 2001 bis 2008 organisierte das Mediamatic-Institut, Amsterdam europaweit Workshops, auf denen das Korsakow-System vermittelt wurde. Seit 2008–2016 entwickelte Thalhofer die Software in Zusammenarbeit mit einer Forschungsgruppe an der Concordia University in Montréal, Kanada, weiter. Thalhofer war von 2005 bis 2006 Gastprofessor am Deutschen Literaturinstitut Leipzig (DLL), 2009 Gastdozent an der dffb und 2009/2010 Gastdozent an der UdK in der Klasse von Heinz Emigholz. Er ist Mitbegründer des Korsakow Instituts in Berlin.

## Werke
- „kleine welt“, 1997, 54 kurze Geschichten, wie es ist, in der kleinen Stadt groß zu werden, CD-Rom und Internetarbeit, veröffentlicht 1999 und erneut 2007 von Mediamatic, Amsterdam und 2001 vom  Spex-Magazin, Köln

- „Get Rich With Art“, 1999, Brett- und Computerspiel, in Zusammenarbeit mit Anja Lutz und Jim Avignon, shift! Verlag, Berlin, 1999
- „Das Korsakow Syndrom“, 2000, nichtlinearer Dokumentarfilm zum Thema Alkohol
- „The LoveStoryProject“, 2002, Korsakow-Film über die Liebe, in Zusammenarbeit mit Mahmoud Hamdy
- „7sons“, 2003, ein Korsakow-Film über eine Reise zu den Beduinen, in Zusammenarbeit mit Mahmoud Hamdy
- „13terStock“, 2005, Geschichten aus dem Hochhaus, Korsakow-Film, in Zusammenarbeit mit Kolja Mensing, Verbrecher-Verlag, Berlin 2005, ISBN 3935843534
- „Vergessene Fahnen“, 2007, Deutschland nach der Fußballweltmeisterschaft, Korsakow-Film, in Zusammenarbeit mit Juliane Henrich, Mediamatic-Magazin, Amsterdam 2007 und Goethe-Institut, München 2008
- „13terShop“, 2007, 31 Tage im Einkaufszentrum, Korsakow-Film, in Zusammenarbeit mit Kolja Mensing, mairisch Verlag, Hamburg 2007, ISBN 9783938539071
- „Hilfe, Freiheit!“, 2008–2010, Veranstaltungsreihe an den Münchner Kammerspielen, in Zusammenarbeit mit Tobias Hülswitt
- „Planet Galata – Eine Brücke in Istanbul“, 2010, arte.tv WebDocumentation, „non-linearer Korsakow-Dokumentarfilm (...) über den Mikrokosmos der Istanbuler Galata-Brücke in Zusammenarbeit mit Berke Bas“
- „GELD.GR – Das Geld und die Griechen“, 2012–2013, Korsakow-Film, Korsakow-Installation und Korsakow-Show, über die Finanzkrise in Griechenland
- Codonaut[1], 2019, Korsakow-Film über Künstliche Intelligenz, in Zusammenarbeit mit Stefan Westphal und Felix Pauschinger.
- „Korsakow-System“, seit 2000, Computerprogramm zur Erstellung datenbankbasierter Filme

## Preise und Auszeichnungen
- 2013 nominiert für den Sheffield Innovation Award
- 2006 IBM Preis für Neue Medien
- 2005 nominiert für den VIPER International Award
- 2004 FILE, Brasil, Cinemactivity, 1. Platz
- 2001 nominiert für den VIPER International Award
- 2003 nominiert für den ZKM International Media Art Award
- 2002 Reddot Design Award
- 2002 Digital Sparks Award
- 2002 literatur.digital Award
- 2002 Multimedia Transfer Award
- 2002 nominiert für den ZKM International Media Art Award
- 2001 nominiert für den VIPER International Award
- 2001 Werkleitz Award